# Terry Porter
Terry Porter (Milwaukee, 8 de abril de 1963) é um treinador de basquetebol estadunidense e ex-jogador da National Basketball Association (NBA). Durante sua carreira de jogador, atuou pelos clubes Portland Trail Blazers, Minnesota Timberwolves, Miami Heat e San Antonio Spurs. Iniciou sua carreira de treinador em 2003 pelo Bucks, transferindo-se para o Phoenix Suns em 2008, clube que treina atualmente.